# Ruka

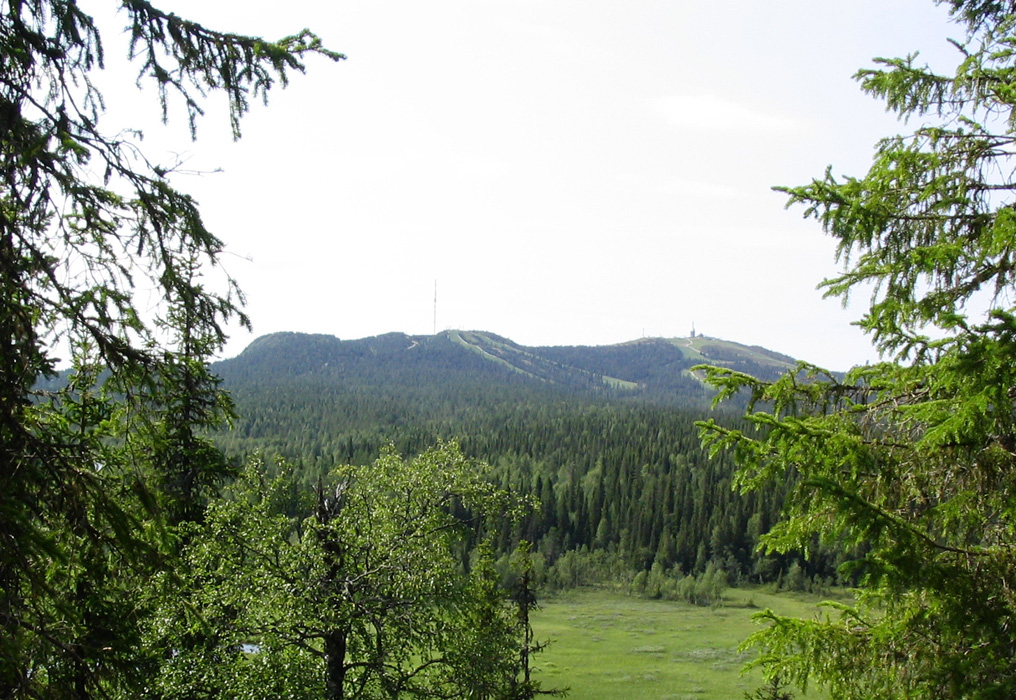
Ruka på sommaren

Ruka är ett av Finlands största skidcentrum. Ruka ligger i Kuusamo kommun i Norra Österbotten, omkring 25 km norr om tätorten Kuusamo. Toppen är 493 meter över havet. Totalt finns det 29 backar och 19 liftar. Ruka är även ett centrum för vandring. I Rukas närhet ligger Oulanka nationalpark.
Ruka var värd för VM i freestyleskidåkning 2005.

## Befolkningsutveckling
| Befolkningsutvecklingen i Ruka 2000–2013 | Befolkningsutvecklingen i Ruka 2000–2013 | Befolkningsutvecklingen i Ruka 2000–2013 | Befolkningsutvecklingen i Ruka 2000–2013 | Befolkningsutvecklingen i Ruka 2000–2013 |
| ---------------------------------------- | ---------------------------------------- | ---------------------------------------- | ---------------------------------------- | ---------------------------------------- |
|                                          |                                          |                                          |                                          |                                          |
| År                                       |                                          |                                          | Folkmängd                                | Landareal (km²)                          |
| 2000                                     | 2000                                     |                                          | 212                                      | 2,33                                     |
| 2005                                     | 2005                                     |                                          | 227                                      | 3,3                                      |
| 2010                                     | 2010                                     |                                          | 204                                      | 3,40                                     |
| 2011                                     | 2011                                     |                                          | 203                                      | 3,28                                     |
| 2013                                     | 2013                                     |                                          | 214                                      | 3,38                                     |
| Anm.: Ej tätort 2012. Ny tätort 2013.    |                                          |                                          |                                          |                                          |